# Savoia-Marchetti S.M.79
Il Savoia-Marchetti S.M.79 Sparviero era un trimotore ad ala bassa multiruolo, inizialmente progettato come aereo da trasporto civile veloce. Negli anni 1937-39 stabilì 26 record mondiali e fu - per un certo periodo - il più veloce bombardiere medio del mondo. Costruito in legno, tela e metallo, si riconosceva per la tipica "gobba" dietro l'abitacolo, che ospitava la mitragliatrice da 12,7 e il relativo armiere.
La presenza di tale gobba ha creato nella pubblicistica italiana il mito del nomignolo "gobbo maledetto", definito come usato dai piloti della RAF ma che ancora oggi non risulta debitamente asseverato da nessun documento italiano o inglese degli anni del conflitto, nomignolo che tuttavia viene acriticamente ripreso in alcune pubblicazioni. Fu impiegato per la prima volta nella guerra civile spagnola nelle file dell'Aviazione Legionaria italiana.
La Regia Aeronautica lo impiegò durante la seconda guerra mondiale in tutto il teatro del Mediterraneo, prima come bombardiere (ruolo per il quale venne progressivamente sostituito dal CR.D.A. Cant.Z.1007 bis)  e poi come trasporto veloce di passeggeri; in mancanza di un valido velivolo espressamente concepito per il ruolo, la Regia Aeronautica fu costretta ad impiegare lo Sparviero anche come aerosilurante. L'aeronautica romena (FARR), dove fu costruito anche su licenza in una versione bimotore, lo impiegò con successo sul fronte orientale. L'S.M.79 restò in servizio, in Italia, fino al 1950 e fu uno dei velivoli italiani costruiti nel maggior numero (circa 1.300) di esemplari.

## La questione del nome

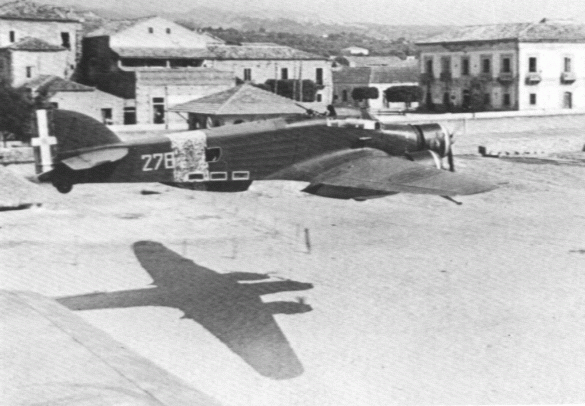
Bombardiere Savoia-Marchetti S.M.79 (132º Gruppo, 278ª Squadriglia)

Nel 1920 la SIAI (Società Idrovolanti Alta Italia) acquisì la Società Anonima Costruzioni Aeronautiche Savoia. Negli anni seguenti i velivoli prodotti erano conosciuti come "SIAI-Savoia" e designati con la sigla S. Negli anni trenta in Italia, come già in Germania e altre nazioni, si associò il nome del progettista a quello del velivolo, così fu menzionato il nome dell'ingegner Alessandro Marchetti (che diventò nel 1922 capo progettista della SIAI-Savoia), modificando la sigla in S.M. (SIAI Marchetti). Pertanto è corretto citarlo sia come S.79 sia come S.M.79.
Avendo però raggiunto la massima notorietà e produzione nel periodo bellico, è ricordato per lo più con la sigla "S.M.79" o con il nome "Sparviero", attribuitogli ufficialmente dallo Stato Maggiore della Regia Aeronautica con disposizione dell'11 ottobre 1940 "nell'intento di interessare maggiormente il pubblico andamento della guerra aerea e di meglio orientarlo sui tipi dei velivoli più comunemente usati".

## Storia

### Sviluppo
Il progetto S.79 ha scritto una lunga pagina dell'aeronautica italiana, sia militare, sia civile.
Nacque nel 1934, su progetto dell'ingegner Alessandro Marchetti, come aereo da trasporto con la possibilità di ospitare anche otto passeggeri (versione S.79P).
Il primo apparecchio (prototipo civile) uscì dallo stabilimento SIAI-Marchetti di Sesto Calende il 28 settembre 1934, immatricolato con marche civili I-MAGO, e compì il primo volo l'8 ottobre 1934 ai comandi del pilota collaudatore dell'azienda Adriano Bacula.
Dotato di motori radiali Piaggio, in seguito sostituiti da tre motori Alfa Romeo, gli AR 125 RC.35, dimostrò subito buone doti, anche di velocità. Le caratteristiche di volo però, secondo il generale Francesco Pricolo che aveva pilotato l'S.79 per due anni, non erano sempre positive, poiché il velivolo «da solo avrebbe conseguito una decina di primati», ma «in aria appena agitata non consentiva che si lasciasse il suo volante neppure per un attimo».
Il SIAI-Marchetti fu un bombardiere molto importante durante la seconda guerra mondiale e uno dei pochissimi aerei italiani ad essere prodotto in quantità considerevoli. La produzione dal 1936 continuò fino 1943, per un totale di 1.217 velivoli.

### Tecnica
In 20 anni l'apparecchio fu più volte trasformato e adattato a vari impieghi; i dati tecnici sotto riportati si riferiscono alla versione più comune quale bombardiere e ricognitore a lunga distanza come risultano dai manuali ufficiali del Ministero dell'aeronautica del 1939.
L'S.M.79 era un trimotore monoplano ad ala bassa a sbalzo, con carrello di atterraggio retrattile. La costruzione era di tipo misto, in metallo, legno e tela. La fusoliera era un traliccio di tubi d'acciaio, nella parte anteriore rivestiti di lamiera in lega leggera, nella sezione dorsale rivestiti di lamiera e compensato, mentre ai fianchi erano rivestiti in tela. Le semiali, dotate di dispositivi di ipersostentazione sia sul bordo d'attacco che su quello d'uscita, erano di profilo biconvesso con struttura a tre longheroni interamente in legno, come gli alettoni, con centinatura in listelli di pioppo rivestiti in compensato telato. Il velivolo era multiposto a doppio comando. L'equipaggio era costituito da due piloti, un motorista, un operatore radio e armieri, puntatore, osservatore e/o fotografo nelle missioni di ricognizione. La cabina di pilotaggio era dotata di due pannelli rimovibili nella parte superiore del tettuccio, per consentire ai piloti il lancio con il paracadute o l'abbandono in caso di ammaraggio.

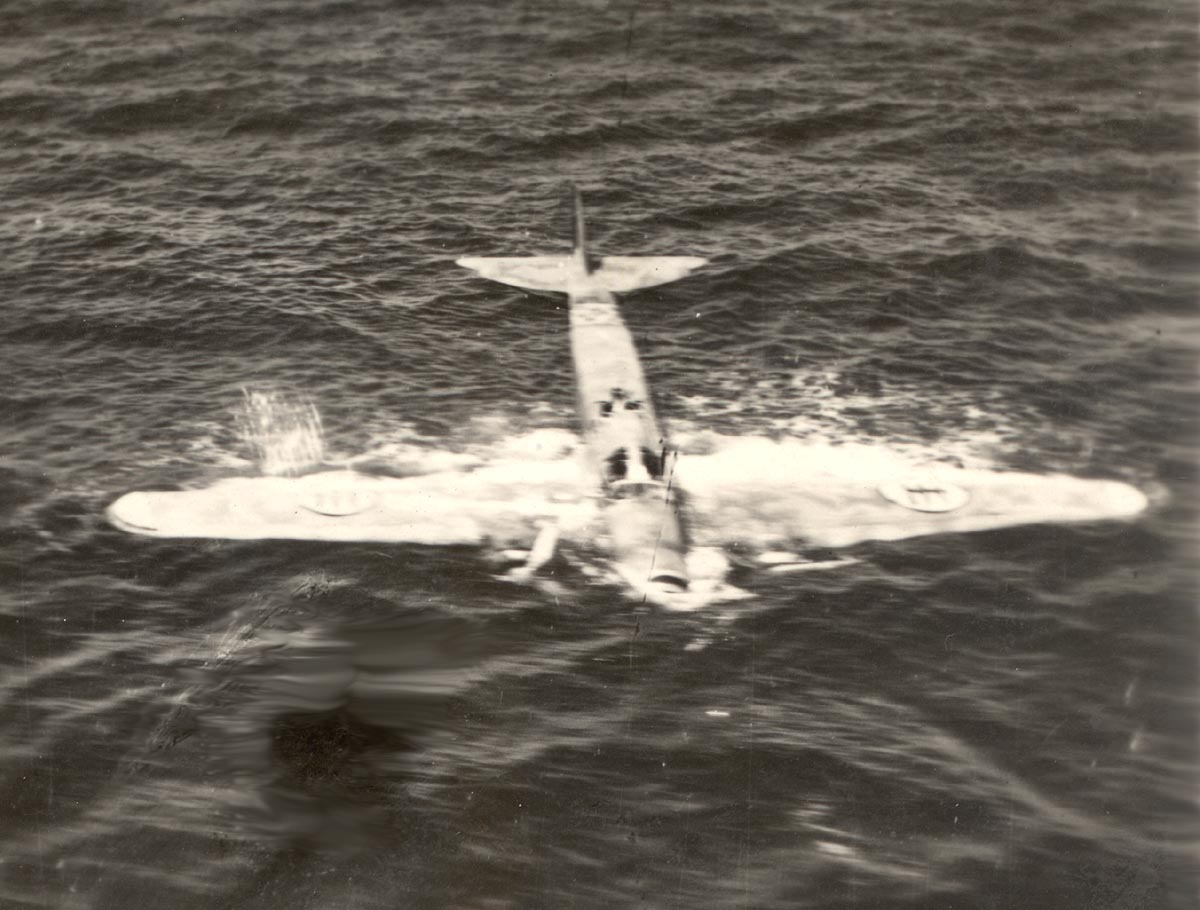
Un S.M.79 costretto ad un ammaraggio. Il tettuccio aperto per consentire l'uscita dell'equipaggio si vede male.

La motorizzazione adottata consisteva in 3 motori radiali Alfa Romeo 126 RC.34 dalla potenza omologata di 750 CV a 2 300 giri/min alla quota di 3 400 m (effettiva di 780 CV). Ogni motore azionava un'elica traente tripala metallica della Savoia-Marchetti, caratterizzata da due assetti di passo, variabili mediante comando idraulico. Normalmente l'avviamento avveniva tramite un compressore esterno, ma l'apparecchio era dotato anche di un motocompressore da 180 atmosfere.
Prima del decollo si mantenevano in moto i tre motori per alcuni minuti a 1500/1600 giri, evitando di tenerli al massimo per evitare surriscaldamenti o eccessivo sforzo dei freni. Il decollo avveniva con i motori a 2050 giri dopo una corsa di decollo relativamente breve, considerata la massa del velivolo, di circa 300 m. Gli ipersostentatori rientravano automaticamente a circa 210 km/h, così come cominciavano ad estendersi al di sotto di questa velocità per l'atterraggio e con i motori al minimo. L'avvicinamento in fase di atterraggio avveniva di norma a 170 km/h e gli ipersostentatori erano completamente estesi a 145 km/h. Dal momento in cui toccava il suolo, quasi sempre su erba o terra, richiedeva una corsa di circa 200 m per arrestarsi.
La benzina era ripartita in 8 serbatoi principali della capacità complessiva di 2 500 litri ed in due serbatoi ausiliari da 410 litri ciascuno, per un totale di 3 320 litri. I serbatoi erano del tipo autosigillante, protetti con rivestimento di sicurezza in S.E.M.A.P.E., un sistema di protezione consistente in spugna di gomma compressa da una fasciatura in tessuto. L'alimentazione dei carburatori era data da tre pompe meccaniche montate sui motori o, in caso di avaria, da tre pompe ausiliarie azionabili a mano.
Il carrello d'atterraggio, dotato di ammortizzatori oleopneumatici, era del tipo classico retrattile nelle gondole dietro ai motori alari e ruotino d'appoggio fisso posizionato in coda. Per evitare che per distrazione il pilota potesse atterrare con il carrello rientrato, oltre all'indicatore di posizione un doppio allarme visivo ed acustico entrava in funzione quando le manette erano portate in posizione di rilento.

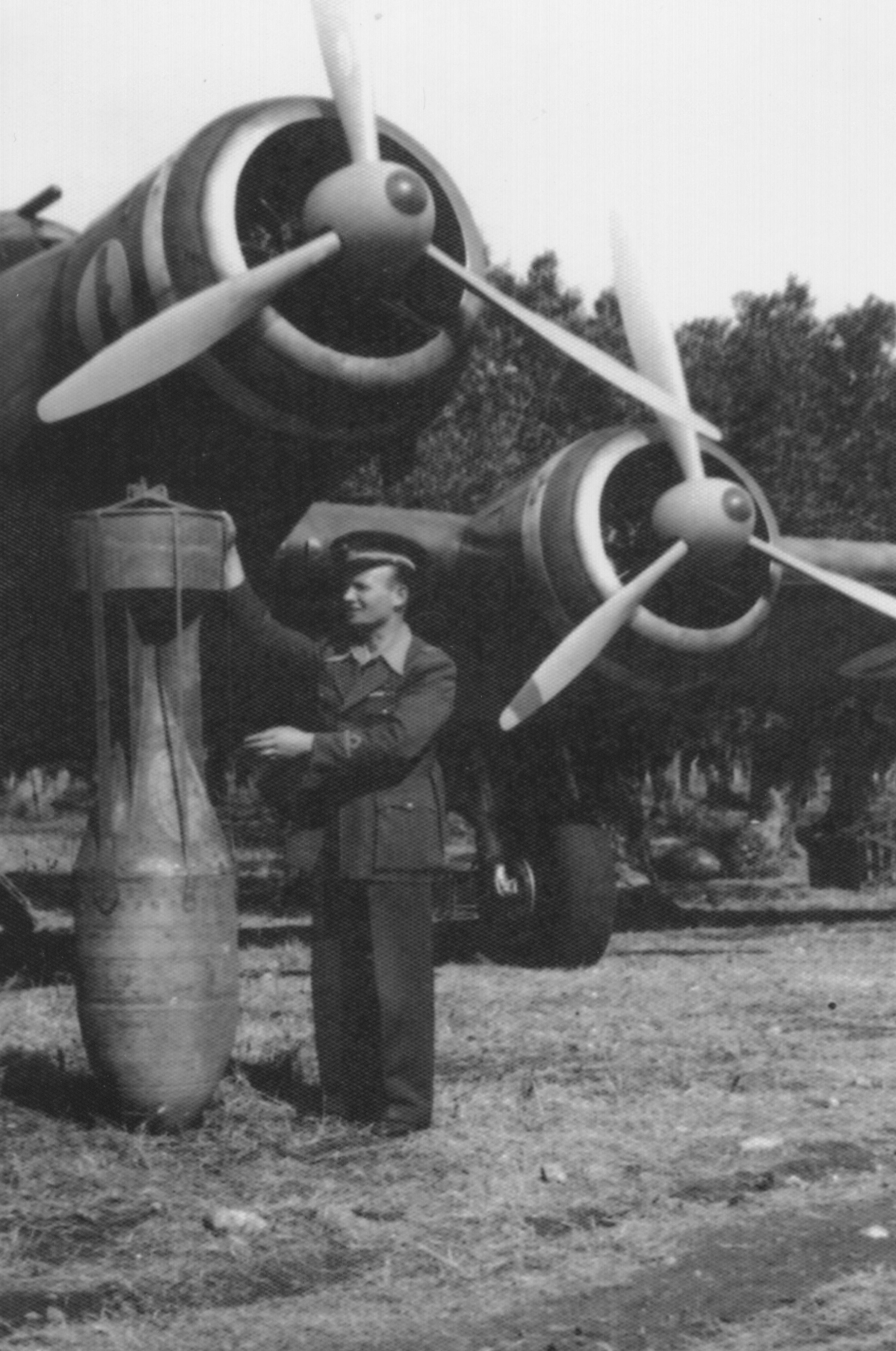
Una bomba da 250 kg, carico massimo consentito per la stiva dell'S.M.79.

L'armamento offensivo era costituito da un carico normale di 1 000 kg e massimo di 1 250 kg di bombe di vario tipo, quello difensivo da tre mitragliatrici Breda-SAFAT cal. 12,7 mm dotate di caricatori a nastro a maglie metalliche scomponibili da 350 o 500 colpi per arma. Una era fissa in caccia, montata superiormente alla cabina di pilotaggio e sparava al di sopra del disco dell'elica del motore centrale. Era comandata dal primo pilota, a sinistra, tramite un pulsante sul volantino sul quale era posizionato anche il bottone che azionava il comando elettromagnetico di sicura o fuoco. Per la mira, un collimatore rialzabile, fissato all'interno della cabina, andava allineato ad un mirino fisso sul muso della fusoliera.

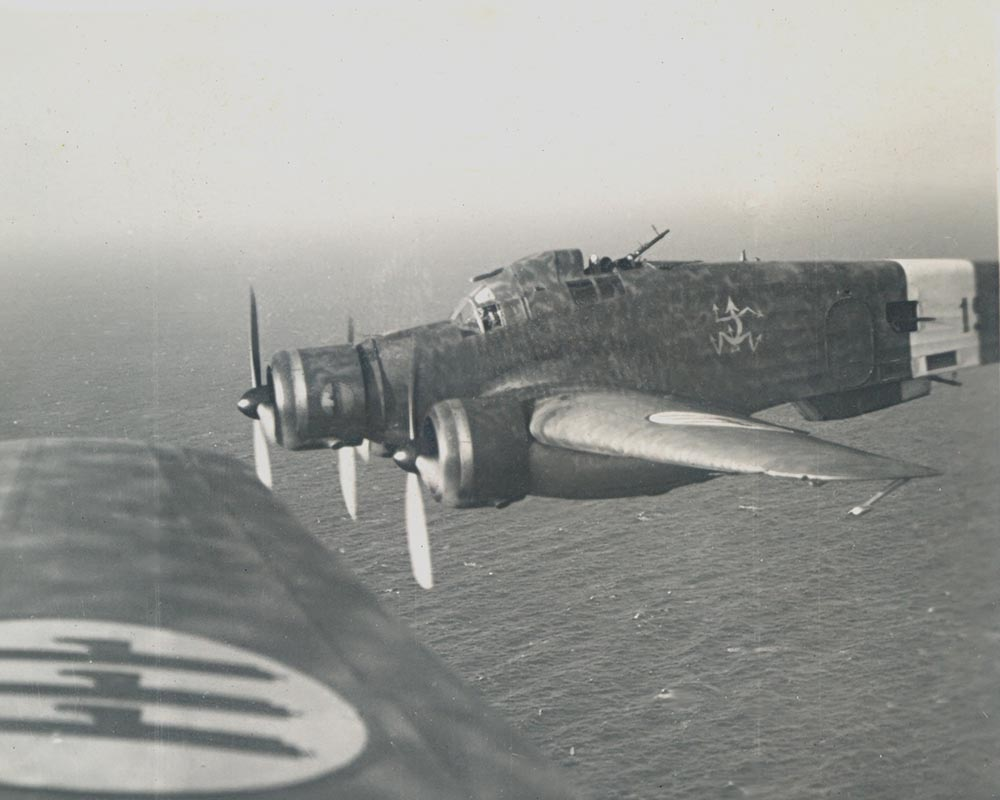
S.M.79 della 193ª Squadriglia in volo sul Mediterraneo. In questa configurazione si notano le quattro mitragliatrici, frontale, dorsale, laterale e ventrale

Le altre due erano brandeggiabili, una in posizione ventrale e una dorsale, nella "gobba", per la difesa di coda.
Queste tre mitragliatrici funzionavano con un sistema di riarmo pneumatico che sfruttava il motocompressore dell'avviamento. Dalla bombola dell'aria compressa vi era una derivazione in tubo d'alluminio dotata di rubinetto e a valle di questo si dipartivano tre tubazioni flessibili, una per ogni arma; con questo sistema per riarmare una mitragliatrice era sufficiente un leggero sforzo sulla leva di riarmo. Una quarta mitragliatrice Lewis da 7,7 mm con 500 colpi era utilizzata per far fuoco attraverso due appositi sportelli situati sulle fiancate della fusoliera. Talvolta ne veniva caricata una seconda per proteggere contemporaneamente i lati.

### Record
Il prototipo fu completato troppo tardi per partecipare alla gara Londra-Melbourne nell'ottobre del 1934, ma volò da Milano a Roma in appena un'ora e 10 minuti, alla velocità media di 410 km/h. Poco dopo, nell'agosto del 1935, il prototipo stabilì un record volando da Roma a Massaua (Eritrea) in 12 ore (con una sosta di rifornimento a Il Cairo). Con le insegne della Regia Aeronautica, nella versione S.79CS, detta "Corsa", alleggerito delle dotazioni militari, partecipò a competizioni internazionali e a voli da primato. Con motori Piaggio P.XI da 1 000 CV. conquistò nel 1937 il primato mondiale su circuito chiuso di 2 000 km ottenendo la media di 428 km/h e toccando la velocità massima di 444 km/h.

Distintivo della 205ª Squadriglia Bombardamento Terrestre della Regia Aeronautica su S.M.79, i Sorci Verdi.

Nello stesso anno, con la squadriglia detta "Sorci Verdi" della quale faceva parte anche il figlio di Benito Mussolini, Bruno, partecipò alla gara Istres - Damasco - Parigi, ottenendo il primo, secondo e terzo posto. Gli equipaggi erano, rispettivamente: 1) S. Cupini, A. Paradisi; 2) U. Fiori, G. Lucchini; 3) A. Biseo, B. Mussolini.
Un richiamo a questa impresa fu il distintivo adottato dalla 205ª Squadriglia basata su questo velivolo. Va detto però che, confrontando le prestazioni con velivoli contemporanei, il francese Lioré-et-Olivier LeO 451 raggiungeva i 495 km/h, mentre il Bristol Blenheim inglese raggiungeva i 470 km/h, il che non rendeva l'S.M.79 una macchina di riferimento dal punto di vista tecnologico.
Tra i record conquistati dall'S.M.79 figurano:
- 1937: 1000 km con carico di 5000 kg alla media di 402 km/h,guidato da G.B. Lucchini e A. Tivegna[11]
- Nel gennaio 1938 tre di questi apparecchi, nella versione S.79T "Transatlantico", compirono la trasvolata dimostrativa Guidonia-Dakar-Rio de Janeiro, arrivando a Rio de Janeiro in 24,20 ore alla media di 393 km/h. Equipaggio: A. Biseo, B. Mussolini e A. Moscatelli. I primi due velivoli completarono la traversata senza problemi, e il terzo (Moscatelli) atterrò a Natal per un'avaria ad un'elica, trasvolando l'Atlantico con due soli motori[11]. Il velivolo di Bruno Mussolini aveva la sigla I-BRUN, 1-13. Due velivoli furono acquistati dalle Forze Aeree Brasiliane ed uno donato dall'Italia al Brasile.

### Le versioni militari
(F. Pagliano, Storia di 10 mila aeroplani, 1947)
La prima versione militare, il cui impiego operativo è descritto più sotto, fu la S.79K, sigla della SIAI-Marchetti, corrispondente a S.79M (M per "militare") per la Regia Aeronautica. Anche se il S.79K era dotato di stiva per le bombe (inusualmente posizionate in posizione verticale a causa del forzato adattamento dall'originario impiego da trasporto), nonché di attacchi per i siluri, fu commissionata alla fine del 1940 una speciale versione destinata esclusivamente al siluramento, con la sigla S.79S. Delle versioni siluranti furono costruiti in tutto 1200 esemplari (dalla matricola MM.21051 alla MM.25395).
Le unità aerosiluranti furono la 278ª Squadriglia dal settembre 1940, la 279ª Squadriglia dal 24 dicembre successivo, la 280ª Squadriglia dall'8 febbraio 1941, la 281ª Squadriglia dal 5 marzo successivo, la 283ª Squadriglia dal 4 luglio 1941, la 284ª Squadriglia dal 7 novembre 1941 ed il 132º Gruppo dal 1º aprile 1942.
Di minor importanza militare ma di sicura utilità furono gli S 79 P, velivoli realizzati modificando normali velivoli di serie allestendoli per il trasporto di personalità politiche o militari. Questa versione, benché utilizzata in ambito militare, era priva di armamento.
Due ulteriori versioni di grande importanza, utilizzate esclusivamente nel ruolo di aerosilurante, videro la luce dopo il 1942. La prima, studiata per impieghi specifici a lungo raggio, come l'attacco a Gibilterra, fu la S.79GA (acronimo per "Grande Autonomia"), nel dopoguerra ribattezzata S 79 bis dagli inglesi, ed era dotata di serbatoio ausiliario in fusoliera al posto del vano bombe. Per migliorarne l'autonomia fu soppressa la gondola ventrale per il puntatore bombardiere non più necessario, con grandi vantaggi aerodinamici. Questi esemplari furono costruiti in prevalenza dalle O.M. Reggiane, che costruivano buona parte della versione "K" fin dal 1937.
La seconda fu l'S.79 III serie, per lo più ricavata da serie precedenti, in ditta per revisione: dotati di motori Alfa Romeo 128 RC.18 avevano armamento di lancio costituito da cannoncini da 20mm in luogo delle SAFAT da 12,7 mm con modifiche alle postazioni dei mitraglieri (la gobba perde i tegoli e rimane sempre aperta e le sfinestrature laterali sono ampliate e corazzate) e varie altre corazzature. Sulla sommità della gobba fu piazzata l'antenna di un migliorato apparato radio ricetrasmittente. Come nella versione GA fu eliminato il vano bombe e la gondola del puntatore. Entrambe le versioni avevano scarichi schermati da parafiamma per l'impiego notturno. L'S 79 III poteva raggiungere i 475 km/h e poteva portare, come tutti gli S 79 siluranti, due siluri, configurazione esclusivamente utilizzata per raggiungere l'aeroporto trampolino, dove ne veniva scaricato uno, e da cui i velivoli poi ridecollavano con un solo siluro per effettuare la vera e propria azione di guerra. Nella configurazione con due siluri l'S 79 diventava abbastanza instabile. Questi apparecchi furono ancora impiegati in azione come aerosiluranti dai reparti dell'ANR, del Gruppo Aerosiluranti "Buscaglia-Faggioni" della Repubblica Sociale Italiana.

### Versioni per l'esportazione

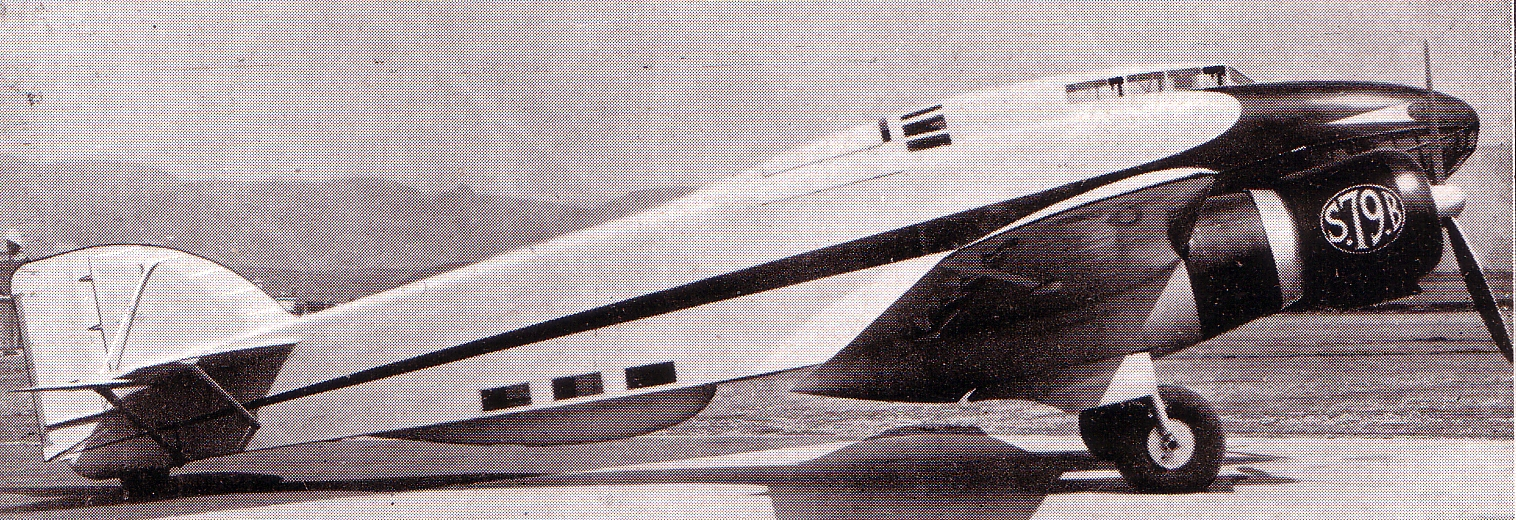
Raro esemplare anteguerra del bimotore S.79B

Una versione particolare destinata all'esportazione fu il bimotore S.79B di cui venne realizzato nel 1936 il prototipo I-AYRE (con riferimento a Buenos Aires) con l'intenzione di proporlo al Servicio Aéronautico del Ejército, l'allora aeronautica militare dell'Argentina, ed in generale al mercato sudamericano, ma la commessa non si concluse.
Data l'assenza del motore centrale la sezione prodiera del 79B era stata completamente ridisegnata e presentava un'ampia finestratura a pannelli trasparenti.
Il modello S.79B con motori FIAT A.80 RC.41, per questo denominato S.79/A.80, venne consegnato in quattro esemplari all'Iraq nel 1938.
Quattro trimotori S.79L (L per Libano) furono consegnati nel 1949 in versione bombardiere, vennero poi convertiti in versione da trasporto e volarono fino agli anni cinquanta.

### Romania
Nel 1937, l'aeronautica romena, Forțele Aeriene Regale ale României (FARR), ordinò 24 bimotori S.M.79B equipaggiati con motori radiali 746 kW/1,000 hp Gnome-Rhône 14K Mistral Major. Tuttavia questi aerei, designati localmente come IAR 79, si dimostrarono sottopotenziati. Così, la Romania ordinò nel febbraio 1940 direttamente in Italia, otto esemplari dotati di motori in linea Junkers Jumo 211Da, da 1 200 PS ciascuno. Questi aerei, furono designati JIS 79 (J per Jumo, I per Italia e S per Savoia) e furono consegnati nel 1941-2. Ulteriori 72 SM.79 furono costruiti sotto licenza dall'Industria Aeronautică Română (IAR) e designati JRS 79B (J per Jumo, R per Romania, S per Savoia). Un successivo sviluppo fu il JRS 79B1, armato con un cannoncino Ikaria da 20 millimetri, caratterizzato da un abitacolo ampliato per ospitare un quinto membro dell'equipaggio. Progettato per attacchi a bassa quota contro obiettivi a terra subì un'alta percentuale di perdite.
Alcuni esemplari rumeni di S.79 restarono in servizio fino ai primi anni del dopoguerra. Nel 1948 uno di essi, pilotato da due rifugiati politici, arrivò all'aeroporto di Guidonia dove, danneggiato, venne poi demolito.

## Impiego operativo

### L'impiego in Spagna ed Albania

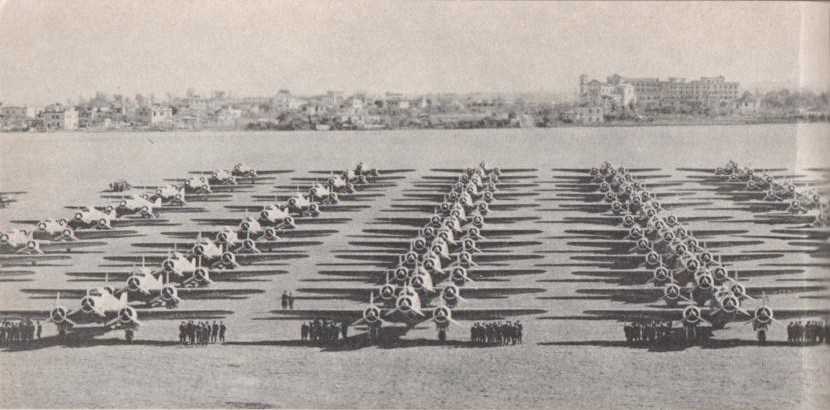
Schieramento di Savoia-Marchetti S.M.79

Nella versione militare "S.79K" , il primo impiego operativo avviene con l'intervento italiano nella guerra civile spagnola come "Aviazione Legionaria". Nel conflitto vengono impiegati 100 esemplari di S.M.79.
Il 26 aprile 1937, tre S.M.79 dell'Aviazione Legionaria furono casuali testimoni del bombardamento di Guernica, un'incursione aerea compiuta (sotto il nome in codice di Operazione Rügen) dalla Legione Condor, che colpì duramente l'omonima città basca ed ispirò il celeberrimo dipinto di Pablo Picasso.
Nel conflitto il trimotore italiano dimostra ottime capacità in bombardamento e combattimento e buone doti da "incassatore", ed in effetti era capace di incassare centinaia di colpi senza essere abbattuto, grazie alla sua struttura fatta di metallo ma anche legno e tela, facilmente riparabile, talvolta perfino durante il volo, tanto che dopo due anni di operazioni belliche solo 4 velivoli vengono abbattuti, due dei quali per il fuoco contraereo, e vengono ceduti all'aviazione spagnola 80 velivoli in perfetto stato di efficienza.
Nel 1939, sempre in configurazione S.79K, viene ampiamente utilizzato nell'occupazione dell'Albania e resta pressoché invariato fino all'entrata in guerra nel 1940.

### La situazione all'inizio del conflitto
All'inizio delle ostilità l'S.79 era il bombardiere più diffuso nella Regia Aeronautica, con 594 aerei ad equipaggiare 14 stormi da bombardamento terrestre, contro solo quattro stormi equipaggiati con il Fiat B.R.20. Ma a pochi giorni dall'entrata in guerra, l'intera forza di S.79 venne messa a terra in via precauzionale dopo due incidenti che costarono la perdita di altrettanti velivoli e degli interi equipaggi. Gli aerei si incendiarono in volo senza alcun preavviso e con una conseguente esplosione catastrofica. L'indagine tecnica diede il seguente risultato: il condotto principale del carburante, originariamente in rame e posto su supporti rigidi, a causa della carenza di materie prime era stato sostituito negli esemplari successivi da uno in alluminio, più rigido, che le vibrazioni di funzionamento progressivamente andavano ad incrinare fino a rottura e conseguente perdita del carburante. In seguito all'analisi, i supporti rigidi vennero sostituiti da altri in gomma ovviando allo specifico problema. In generale però, i velivoli, grazie alla costruzione mista in tela, legno e tubolari d'acciaio, erano molto sensibili al fuoco, e il fatto causò molte perdite durante le missioni operative.

### Le operazioni contro la Francia
All'entrata italiana in guerra, già a partire dal 10 giugno, i S.M.79 compiono missioni di esplorazione delle possibili rotte di attacco e dall'11 giugno missioni di ricognizione, ma per tre giorni la reciproca posizione è di attesa. Casus belli saranno i bombardamenti di Torino e Genova da parte di Whitley britannici decollati da basi inglesi che comporteranno la prima e riuscita azione di guerra dei S.M.79 con ventuno aerei del 32º Stormo, decollati da Decimomannu, contro gli obiettivi francesi del porto di Biserta dell'idroscalo di Karouba.

Gli S.M.79 intervengono poi sulla Corsica, la Tunisia, sull'arco alpino e contro navi. Si bombardano per lo più aeroporti e basi aeronavali. Nei pressi di Marsiglia si effettua l'intercettazione di unità navali francesi. Nel luglio arrivano altri 167 aerei per potenziare le operazioni. Si effettuano bombardamenti e ricognizioni. Nei primi otto mesi di battaglie in Africa settentrionale sono stati abbattuti venti S.M.79, 17 sono danneggiati gravemente e una cinquantina lievemente.

### Le operazioni in Africa settentrionale
Contemporaneamente in Africa settentrionale la situazione è più complicata.
Nel 1940 fu costituito a Gorizia il Reparto Sperimentale Aerosiluranti che aveva come comandante il Maggiore Vincenzo Dequal e i piloti Maggiore Enrico Fusco, Tenente Carlo Emanuele Buscaglia, Tenente Carlo Copello, Tenente Franco Melley e il Sottetente Guido Robone. Questo reparto, con soli 5 velivoli, venne trasferito in Africa settentrionale il 10 agosto 1940, e spostato ad El-Adem (poi Base aerea Gamal Abd el-Nasser), con l'obiettivo di attaccare la rada di Alessandria d'Egitto la notte del 15 agosto in contemporanea con i bombardieri, ma la conformazione della rada stessa e le condizioni meteorologiche non diedero risultati positivi.
La grave inferiorità sul fronte terrestre obbliga subito all'impiego dei mezzi aerei in voli per la ricerca e l'attacco delle colonne motorizzate avversarie. Il 28 giugno succede un incidente: l'S.M.79 su cui vola Italo Balbo viene abbattuto a Tobruk per errore dalla contraerea italiana dell'incrociatore San Giorgio. L'inchiesta stabilirà che i due S.M.79, arrivati su Tobruk appena dopo una incursione aerea britannica, non avevano effettuato i prescritti giri di riconoscimento sul campo, e vennero quindi presi di mira. L'apparecchio di Balbo venne abbattuto mentre l'altro, sul quale viaggiava il suo capo di stato maggiore, atterrò con danni minori. Nell'incidente trovò la morte Nello Quilici, giornalista e padre di Folco Quilici che ha scritto un libro sull'argomento.

### Operazioni in A.O.I.
Nel territorio dell'Africa Orientale Italiana (A.O.I.) vi sono solo 16 S.M.79.
Sul versante occidentale del Corno d'Africa, a Dire Daua, era basato il 44º Gruppo, costituito dalla 6ª Squadriglia e dalla 7ª Squadriglia, con 12 Savoia S.M.79. Altri quattro facevano parte delle forze di riserva, mentre altri due erano in riparazione. Gli "Sparviero" dell'Africa Orientale entrarono in azione per la prima volta il 13 giugno 1940. Quel giorno, nove Savoia Marchetti del 44º Gruppo decollarono per attaccare Aden. L'S.M.79 pilotato dal sottotenente Ruffini fu colpito dal fuoco antiaereo di una nave britannica e si schiantò. Allora, due Gloster Gladiator intercettarono i bombardieri. Il biplano britannico pilotato dal Pilot Officer Stephenson attaccò lo "Sparviero" del capitano Serafini, che era stato danneggiato dal fuoco antiaereo, aveva un motore fuori uso e il carrello estratto. Ma il mitragliere dorsale del bombardiere italiano colpì il radiatore del Gladiator costringendolo a un rovinoso atterraggio forzato. Anche Serafini doveva poco dopo compiere un atterraggio di fortuna ad Assab, durante il quale l'S.M.79 restava danneggiato irreparabilmente. Un altro "Sparviero" danneggiato atterrò sulla stessa base.

Conquistato l'accesso al Golfo di Aden, la Regia Aeronautica si concentrò dal settembre 1940 nell'opera di contrasto ai convogli che dall'India rifornivano le truppe inglesi in Egitto. Gli affondamenti ottenuti, convinsero i britannici a potenziare i reparti di aerei da caccia per fermare le azioni italiane. In questi pochi mesi dall'inizio del conflitto, Italo Gherardini eseguì numerose missioni di ricerca e attacco ai convogli. Il 15 ottobre, nel corso di una di queste missioni, attaccato da tre aerei nemici, fu abbattuto sul cielo dello Yemen.
Vista la scarsità di velivoli nel novembre 1940 ne arrivano altri 23, nel febbraio 1941 ne giungono altri 16. Le operazioni sono scarse e in marzo cessano: è uno stratagemma per far credere un totale annientamento. I velivoli vengono accuratamente mimetizzati e gli aeroporti assunsero un'aria di totale abbandono. Ma il 15 marzo 1941, al momento dell'offensiva generale inglese contro Cheren, 12 caccia Fiat C.R.42, un S.M.79 gli altri due impiegati nella missione rimasero a terra, 2 Caproni Ca.133 ricompaiono improvvisamente, attaccano di sorpresa gli aeroporti nemici e per undici giorni sono sulla linea del fuoco.

### Le operazioni in Grecia e Jugoslavia
Contro la Grecia vengono impiegati 31 S.M.79. Durante la campagna effettuano circa 300 missioni e sostengono trenta combattimenti con la caccia nemica. Poi partecipano a brevi operazioni contro la Jugoslavia.

### Le operazioni su Malta e nel Mediterraneo
L'isola di Malta rappresentava un punto strategico fondamentale nello scacchiere del Mediterraneo. Infatti si trovava sulle rotte che per gli Italiani conducevano alla Libia e per i britannici all'Egitto.
Fu proprio sull'isola-fortezza che l'SM.79 iniziò a perdere la sua fama di invulnerabilità guadagnata in Spagna, nel giugno 1940, ad opera dei Gloster Gladiator e degli Hawker Hurricane. Il primo di una serie di Sparviero abbattuti su Malta cadde il 22 giugno 1940. Quel giorno, un Savoia Marchetti ricognitore decollò alle 18.15 per individuare eventuali obiettivi sull'isola. Era l'S.M.79 M.M.22068 della 216ª Squadriglia pilotato dal Tenente Francesco Solimene. Due Gladiator decollarono, uno pilotato dal Flt Lt George Burges. Nel cielo di Sliema e La Valletta, in piena vista di una grande folla, Burges attaccò lo Sparviero da un'altezza superiore, colpendo uno dei motori. L'aereo prese fuoco e si schiantò in mare, al largo di Kalafrana. Il pilota, Solimene, e il 1º Aviere Armiere Torrisi, furono salvati dal mare, ma gli altri quattro membri dell'equipaggio non vennero ritrovati..
E fu sempre uno "Sparviero" il primo aereo a precipitare sul suolo maltese durante la seconda guerra mondiale. Il 10 luglio 1940, circa venti S.79, senza scorta, arrivarono per bombardare il Dockyard, l'isola Manoel, Tarscen e Zabbar. Ma furono attaccati dai Gloster Gladiator e il Savoia Marchetti pilotato dal Sottotenente Felice Filippi della 195 Squadriglia, 90º Gruppo, 30º Stormo Bombardamento terrestre, precipitò in fiamme proprio dietro la torre di guardia dei Cavalieri di Fort San Leonardo. La vittoria aerea fu attribuita al Flying Officer Frederick Taylor. Almeno un italiano fu visto lanciarsi con il paracadute in fiamme, ma non sopravvisse.

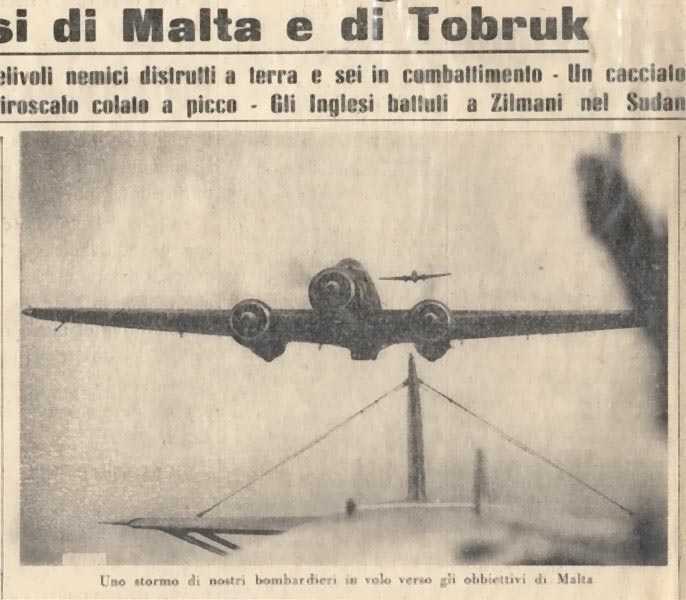
Febbraio 1941. S.M.79 verso Malta

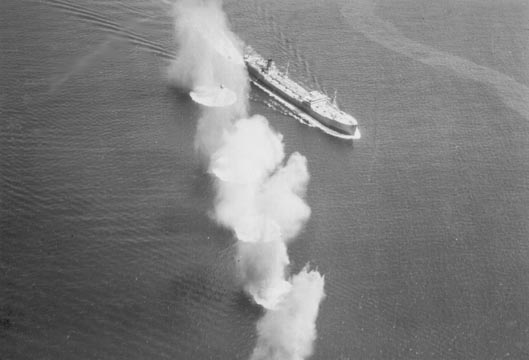
Convoglio britannico bombardato da S.M.79

L'errore strategico dell'Asse fu la mancata invasione dell'isola, mentre le incursioni aeree, sia terrestri che ai convogli navali, furono pesantissime.
In queste quotidiane missioni, ad iniziare dal 1941, l'S.M.79 trovò il suo più largo impiego, come bombardiere, come ricognitore e come silurante. In particolare fu attivo il 30º Stormo, con l'87º Gruppo, di base a Sciacca, con la 192ª e 193ª Squadriglia, oltre al 90º con la 194ª e 195ª Squadriglia, e il 108º 109º Gruppo dalla base di Castelvetrano per le missioni notturne.
La base militare di Sciacca era così ben mimetizzata tra gli alberi d'ulivo, che difficilmente poteva essere localizzata dagli aerei nemici. Infatti non fu mai bombardata.
Nell'agosto 1942 scatta l'operazione navale alleata "Pedestal", che vede impegnati anche gli S.M.79 in una grande offensiva ai convogli inglesi diretti verso l'isola, con i Gruppi 30º e 32º dalla Sicilia e i siluranti del 132º Gruppo dall'isola di Pantelleria e 105º e 130º dalla Sardegna.
Contro le navi inglesi del convoglio Pedestal un S.M.79 si rende protagonista del primo tentativo italiano di attacco con aereo senza pilota, l'Aereo Radio Pilotato: Il 12 agosto del 1942 un S.M.79 radiocomandato e carico di 1 000 kg di esplosivo decolla regolarmente dall'aeroporto di Villacidro in Sardegna. Una volta raggiunta la quota stabilita il pilota, l'allora Maresciallo Mario Francesco Badii, si lancia con il paracadute e i comandi vengono presi dal Col. Ferdinando Raffaelli, ideatore del sistema, il quale si trova su di un CANT Z.1007 che lo segue a debita distanza; per essere meglio visibile il "79" era stato colorato di giallo, da cui il nome dell'operazione, detta "canarino". Fino a buon punto del volo tutto funziona perfettamente, ma improvvisamente, a causa di un banale guasto della trasmittente, il 79 non risponde più ai comandi e, invece che colpire le navi inglesi, pur rimanendo in assetto e in quota e dopo una lunga e ampia deviazione verso sud-ovest, si va a schiantare a 1 800 m sulle montagne dell'Algeria.
Il 16 giugno del 1943, un S.M.79 pilotato dal Capitano Capelli e dal Sottotenente Caselli colpì e danneggiò gravemente la portaerei HMS Indomitable al largo delle coste siciliane, che verrà condotta successivamente verso Gibilterra e poi a Norfolk, negli Stati Uniti, dove rimarrà ferma fino al maggio del 1944.

### Lo scacchiere dell'Egeo

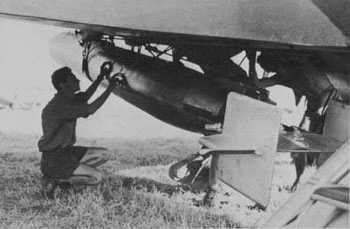
Il caricamento di un siluro su un S.79

Nel Dodecaneso, che allora era territorio italiano, era schierato un contingente della Regia Aeronautica basato sul Comando Aeronautica dell'Egeo all'aeroporto di Rodi-Maritsa; al 25 settembre 1940 risultavano schierati sull'aeroporto di Gadurrà (isola di Rodi) il 92º Gruppo BT (Bombardamento Terrestre), con la 200ª e 201ª Squadriglia e il 34º Gruppo BT, con la 67ª e 68ª Squadriglia. Altre squadriglie si aggiunsero col tempo, ed alcune vennero dotate della versione silurante, sulla quale operarono assi come Carlo Faggioni, Carlo Emanuele Buscaglia, Giuseppe Cimicchi ed altri. Queste furono la 279ª Squadriglia (ricreata il 24 dicembre 1940), trasferita da Catania a Gadurrà ad aprile 1941, la 205ª del 41º gruppo (i famosi Sorci Verdi), la 278ª Squadriglia (rinata nel settembre 1940) e 279ª Aerosiluranti, e la 253ª Squadriglia, 104º gruppo Aerosiluranti. Queste unità effettuarono diverse sortite contro i convogli inglesi, affondando alcuni mercantili, ed in alcuni casi anche dei bombardamenti contro la costa della Palestina britannica (la 205ª Squadriglia). L'aeroporto di Cattavia, nel sud dell'isola, ospitò la 223ª Squadriglia composta da SM 81.

### Successi
Oltre a naviglio mercantile, le seguenti navi da guerra britanniche sono state affondate da attacchi di S.M. 79:
- il cacciatorpediniere HMS Fearless il 23 luglio 1941;
- il cacciatorpediniere HMS Bedouin il 15 giugno 1942;
- il cacciatorpediniere HMAS Nestor il 16 giugno 1942;
- il cacciatorpediniere HMS Foresight il 13 agosto 1942;
- lo sloop HMS Ibis il 10 novembre 1942;
- la corvetta HMS Marigold il 9 dicembre 1942;
- la nave antiaerei HMS Pozarica il 29 gennaio 1943.

Siluri lanciati da S.M. 79 hanno inoltre danneggiato gravemente le seguenti unità:
- l'incrociatore pesante HMS Kent nella notte tra il 17 ed il 18 settembre 1940;
- l'incrociatore leggero HMS Liverpool in due occasioni, l'8 ottobre 1940 ed il 14 giugno 1942;
- l'incrociatore leggero HMS Glasgow il 7 dicembre 1940;
- l'incrociatore leggero HMS Manchester il 23 luglio 1941;
- l'incrociatore leggero HMS Phoebe il 27 agosto 1941;
- la corazzata HMS Nelson il 23 settembre 1941;
- l'incrociatore leggero HMS Arethusa il 18 novembre 1942;
- la portaerei HMS Indomitable il 16 luglio 1943.

## Storia dell'MM 23881
Al velivolo con la matricola MM 23881 è legato uno dei misteri più noti degli aerei scomparsi durante la seconda guerra mondiale, molto simile a quello che coinvolse il Consolidated B-24 Liberator statunitense Lady be Good, scomparso nell'aprile del 1943. Il 21 luglio 1960, alcuni tecnici della compagnia CORI del gruppo Eni vicino alla pista che stavano percorrendo tra Gialo e Giarabub trovarono lo scheletro di un aviere, identificabile dai bottoni dell'uniforme. Oltre ad una pistola lanciarazzi, sullo scheletro vi era una chiave con una piastrina metallica: S.79 MM 23881, il piastrino di Giovanni Romanini, primo aviere di Parma, appartenente all'equipaggio del MM 23881. Il 5 ottobre un'altra squadra ritrovò i resti di un SM.79, sul quale risultava visibile (quattro cifre su cinque) il numero di matricola e l'identificativo di squadriglia, la 278ª Aerosiluranti. La storia dell'aereo è questa: il 21 aprile 1941, il MM 23881, al comando del capitano pilota Oscar Cimolini, decollò da Berka per una missione di aerosiluramento, in ritardo rispetto al suo compagno di missione, il tenente Robone. Quest'ultimo riuscì a silurare l'obbiettivo della missione, un piroscafo da circa 8.000 tonnellate, e a rientrare, ma il MM 23881 scomparve nel nulla, finendo nell'elenco dei dispersi con il suo equipaggio: oltre a Cimolini, maresciallo pilota Cesare Barro, tenente di vascello osservatore Franco Franchi, sergente maggiore marconista Amorino De Luca, 1º aviere motorista Quintilio Bozzelli, 1º aviere armiere Romanini.

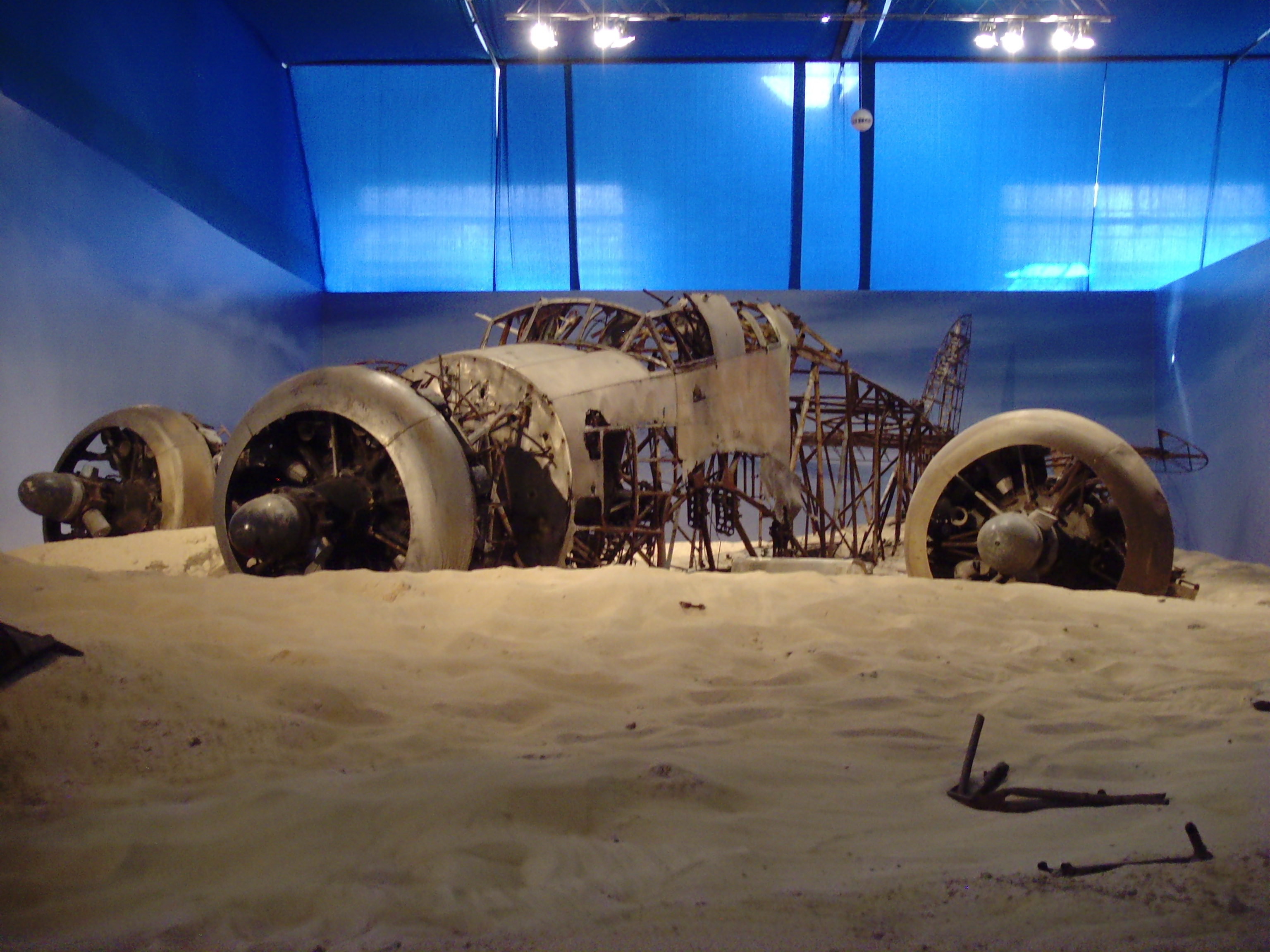
Ricostruzione fatta a Volandia di come si presentava il MM 23881

Il relitto dell'aereo si presentava in buone condizioni generali, con le eliche danneggiate, il muso sfondato e le gambe di forza del carrello, evidentemente estratto per l'atterraggio, che avevano sfondato le ali. L'aereo era quindi atterrato coi motori funzionanti. Non si può dire se gli apparati ricetrasmittenti funzionassero durante il volo, ma di fatto l'aereo oltrepassò la costa per addentrarsi nel deserto per oltre 400 km. Romanini andò in cerca di soccorsi, ma morì nel tentativo (marciò per oltre 90 km e mancò di poco un deposito d'acqua del Long Range Desert Group, poi spirò, dopo aver verosimilmente sparato un razzo di segnalazione, a soli 8 km dalla trafficata strada Gialo-Giarabub), mentre i corpi di altri tre membri dell'equipaggio, mai identificati, furono trovati uno all'interno del relitto (il pilota, probabilmente Cimolini, ucciso o gravemente ferito nell'atterraggio: lo scheletro presentava vistose fratture, ed i comandi mostravano ancora tracce di sangue) e due al suo esterno (uno dei quali sotto un'ala, probabilmente per ripararsi dal sole). Le salme di altri due uomini non furono mai ritrovate; il fatto che sul corpo di Romanini fu trovato un secondo orologio, oltre al suo, fa pensare che almeno un altro superstite avesse tentato l'attraversamento del deserto, ma fosse morto durante la marcia. Il motivo per il quale l'equipaggio non si rese conto del macroscopico errore di rotta non potrà mai essere spiegato completamente.

## Dopo l'armistizio
L'Aeronautica Nazionale Repubblicana costituì un gruppo di Aerosiluranti, le cui vicende sono ben descritte nel Dossier N.21 di Storia Militare e a firma di Giancarlo Garello. Oltre ai tre gruppi da caccia, l’A.N.R. riuscì a schierare infatti anche un reparto offensivo come il Gruppo Aerosiluranti, intitolato dapprima ad Emanuele Buscaglia, poi (appena saputo del fatto che lo stesso maggiore Buscaglia non era caduto prima dell'armistizio, ma era deceduto nel 1944, militando nelle file della Regia Aeronautica) al primo comandante del gruppo, la M.O.V.M. capitano Carlo Faggioni, deceduto il 10 aprile 1944 in uno dei tanti ed infruttuosi attacchi della sua formazione contro il naviglio alleato nel Mediterraneo. Come Giancarlo Garello riporta, dal confronto con la documentazione alleata emerge che i risultati operativi effettivamente conseguiti furono drammaticamente esigui a fronte di un cospicuo sacrificio di uomini e di velivoli. Al di là del riscontro con la documentazione avversaria, sarebbe stato sufficiente considerare che già nel 1940 l‘uso come aerosilurante dell’S.79, nato come aereo civile da trasporto veloce passeggeri e modificato poi bombardiere, era un mero ripiego estemporaneo in assenza di valide alternative; anche negli anni di guerra successivi, l’artigianato aeronautico italiano non fu in grado di fornire alla Regia Aeronautica un aerosilurante degno di questo nome (vedi il fallimentare S.84 e i controversi Ca.313 e Ca.314, questi ultimi solo sperimentati anche come aerosiluranti), e che quindi l’S.79, sia pure nella versione bis (dotazione principale del “Buscaglia/Faggioni”), oramai nel 1944 era un aereo anacronistico a dir poco. L’utilizzazione di questi trimotori da parte del Gruppo Aerosiluranti della Aeronautica Nazionale Repubblicana fu quindi per lo più notturna nella speranza di sfuggire al predominio aereo alleato, ma gli anglo-americani avevano radiolocalizzatori che, oltre ad individuare gli incursori nemici, indirizzavano contro di loro i temibili bimotori Bristol Beaufigther. Giancarlo Garello descrive con dovizia di particolari le varie missioni del reparto, divenuto operativo la notte del 10 marzo 1944: il primo ciclo fu quello contro le navi vicine alla testa di ponte di Anzio, ma a fronte di una serie dolorosa di perdite di velivoli e di S.79, non solo non si ottenne alcun affondamento, ma neanche un siluro italiano andò a segno. Giancarlo Garello riferisce che la propaganda della Repubblica Sociale Italiana parlò subito di vari successi italiani, ma anche che nel 1980 alcuni autori avevano già riscontrato l’infondatezza di tali notizie. Anche la famosa missione contro Gibilterra del 4 giugno 1944 inoltre, fu un raid coraggioso, ma non più di questo, come già negli anni precedenti analoghe missione condotte dalla Regia Aeronautica, per di più senza alcun concreto risultato, se non quello di infondere maggiore fiducia al personale. L'elemento umano del Gruppo era provato non solo dalle precedenti infruttuose missioni su Anzio, ma anche dalla tremenda strage di Sparvieri del 6 aprile 1944 quando sui cieli toscani quattro P-47D statunitensi sorpresero 11 S.79 del “Buscaglia” in un volo di trasferimento, abbattendone quattro e danneggiandone gravemente altri due. Giancarlo Garello dimostra poi nel suo dossier che questa terribile strage non fu dovuta ad un atto di spionaggio come alcuni autori hanno acriticamente ventilato, ma che fu “solo” un caso fortuito. Dal Dossier N.21 si apprende di una missione del gruppo su Bari nel luglio 1944, del successivo ciclo di missioni partendo da Atene durato fino ad agosto e nel corso del quale il Gruppo Aerosiluranti ottenne l’unico successo della sua esistenza, ovvero un siluramento di un piroscafo inglese, che però, pur gravemente danneggiato, non affondò. Il 5 gennaio 1945 ci fu l’ultima infruttuosa missione del Gruppo Aerosiluranti in quanto era chiaro anche ai vertici dell’Aeronautica Nazionale Repubblicana che il materiale di volo dello stesso gruppo era oramai del tutto inadeguato e non era per nulla opportuno mandare allo sbaraglio il personale che venne così destinato ad altri reparti o addirittura alla costituzione di un battaglione antiparacadutisti.
Nella Regia Aeronautica invece i superstiti S.79 vennero tutti destinati all'uso come trasporto veloce di passeggeri: già molti mesi prima dell’armistizio lo Sparviero infatti non era più usato come bombardiere (ruolo per il quale gli venne progressivamente preferito per lo più il C.R.D.A Cant. Z.1007 Bis) e molti esemplari erano già stati trasformati per l’uso come trasporto di personalità politiche e militari. Dopo l'8 settembre 1943 tutti gli Sparvieri che ancora nelle file della Regia Aeronautica e che non erano già stati riciclati come trasporti furono così trasformati in questa versione, sia pure con differenti configurazioni di allestimento,  Nel dopoguerra, anche gli S.79 appartenuti al gruppo aerosiluranti dell'Aeronautica Nazionale Repubblicana e recuperati dalla Regia Aeronautica (divenuta Aeronautica Militare il 18 giugno 1946) furono convertiti in versione da trasporto, trasformando il vano bombe in cabina passeggeri.
La lunghissima vita del Savoia-Marchetti S.M.79 si concluse nel 1959 in Libano, a 25 anni dal primo volo. In Italia, dopo essere stato utilizzato in vari impieghi, anche per l'addestramento delle squadre antincendio dell'A.M.I. (i velivoli venivano incendiati a terra e fatti spegnere dal personale in addestramento appunto come squadre antincendio), fu radiato nel 1953.
Nel 1946 il Libano commissionò 4 apparecchi, denominati S.79L, in versione bombardiere. Revisionati dalla SIAI, furono consegnati nel 1949 alla squadriglia da bombardamento con base a Rayak, ed in seguito furono riconvertiti ad uso civile da trasporto. Volarono ancora per dieci anni senza mai avere problemi. Uno dei due rimasti, costruito dalle Officine Reggiane nel 1942 (MM.24499), è conservato al museo Caproni di Trento; il secondo (MM.45508, ex ANR), dopo un lungo restauro che lo ha riportato alla versione militare con la livrea dell'apparecchio di Carlo Emanuele Buscaglia, si trova al Museo storico dell'aeronautica di Vigna di Valle. I resti di un terzo esemplare sono stati impiegati per un allestimento scenico al museo di Volandia, vicino all'aeroporto di Malpensa .

## Utilizzatori

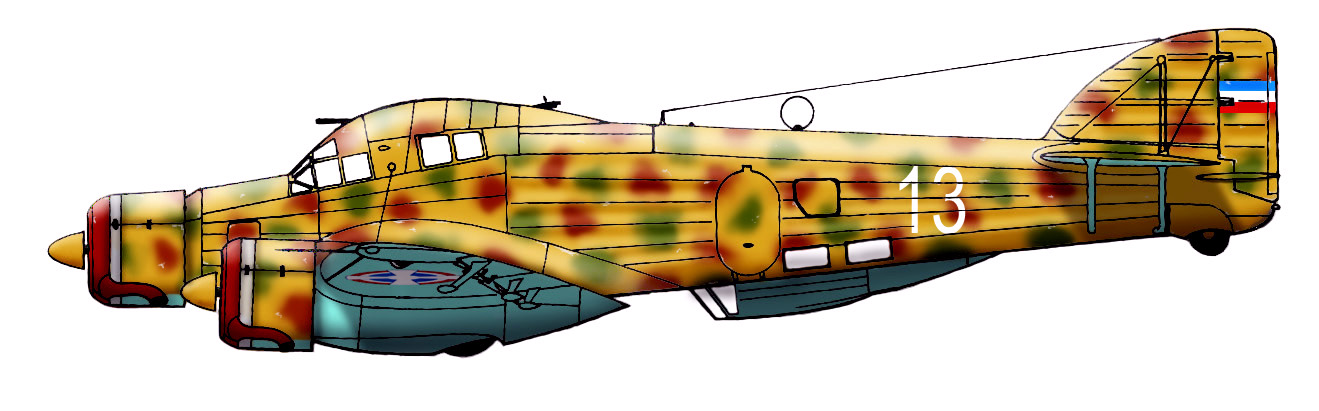
Un S.M.79 nella livrea della Jugoslovensko kraljevsko ratno vazduhoplovstvo i pomorska avijacija, l'aeronautica militare del Regno di Jugoslavia.

Lo SM.79 conservato al Museo storico dell'Aeronautica Militare di Vigna di Valle

raffronto fra lo SM.79 e due caccia dell'epoca

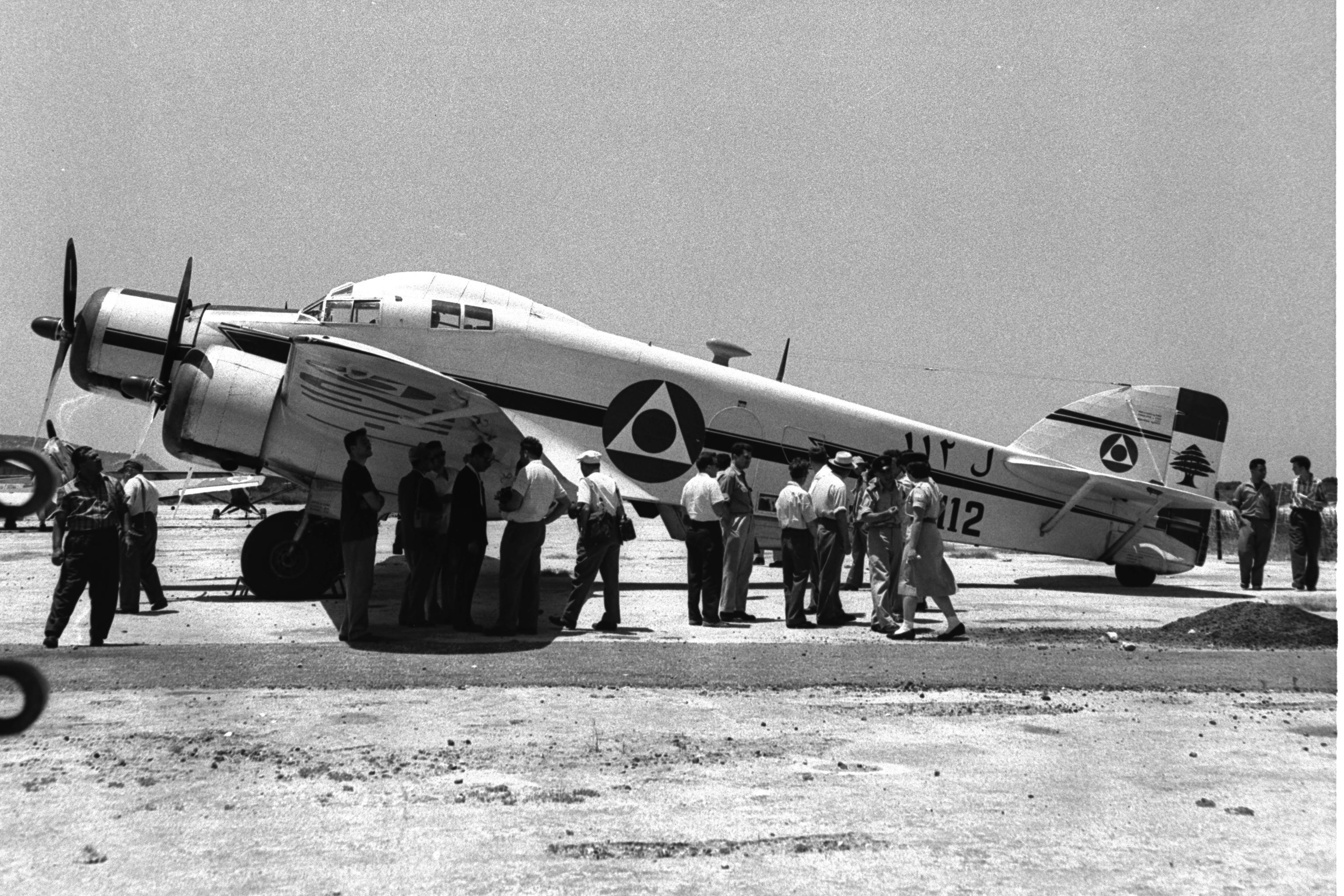
Uno degli esemplari in servizio con la libanese Al-Quwwat al-Jawwiyya al-Lubnaniyya.

### Periodo bellico
Brasile
- Serviço de Aviação Militar

tre esemplari di S.M.79T.
 Croazia
- Zrakoplovstvo NDH

esemplari acquisiti dopo la caduta del Regno di Jugoslavia.
 Germania
- Luftwaffe

diversi velivoli catturati e requisiti dopo la firma dell'armistizio di Cassibile.
 Iraq
- Royal Iraqi Air Force

quattro esemplari impiegati durante la Guerra anglo-irachena del 1941
 Italia
- Regia Aeronautica
  - 41º Stormo Bombardamento Terrestre
- Regia Aeronautica (8.9.1943 -18.6.1946)
- A.M.I.

 Repubblica Sociale Italiana
- Aeronautica Nazionale Repubblicana

 Jugoslavia
- Jugoslovensko kraljevsko ratno vazduhoplovstvo i pomorska avijacija

 Romania
- Forțele Aeriene Regale ale României: 24 esemplari acquistati nel 1937

 Spagna
- Ejército del Aire

 Regno Unito
- Royal Air Force

quattro esemplari ex-regno di Jugoslavia utilizzati dal No. 117 Squadron RAF nel teatro mediorientale.

### Periodo post-bellico
Italia
- Aeronautica Militare

 Libano
- Al-Quwwat al-Jawwiyya al-Lubnaniyya

quattro esemplari di S.M.79L (versione bombardiere) ordinati nel 1946, consegnati nel 1949 ed impiegati come aereo da trasporto. I due esemplari superstiti sono conservati in musei italiani.

## Galleria d'immagini

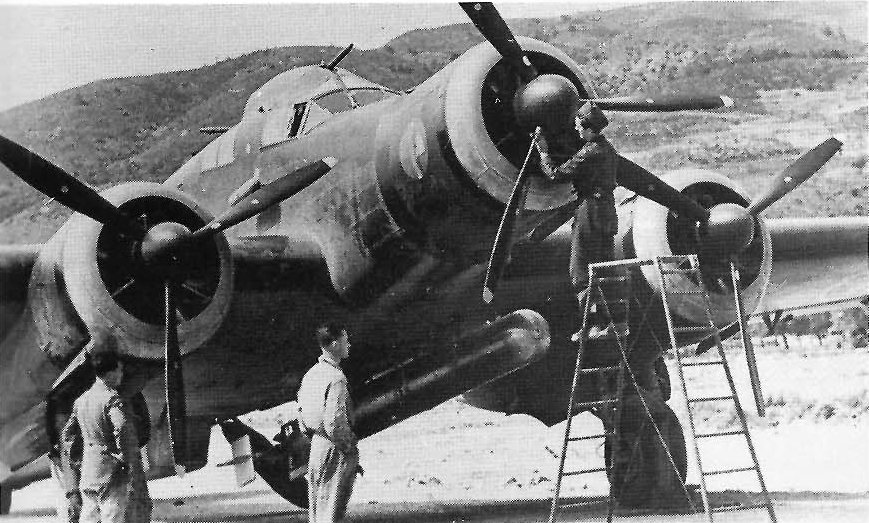
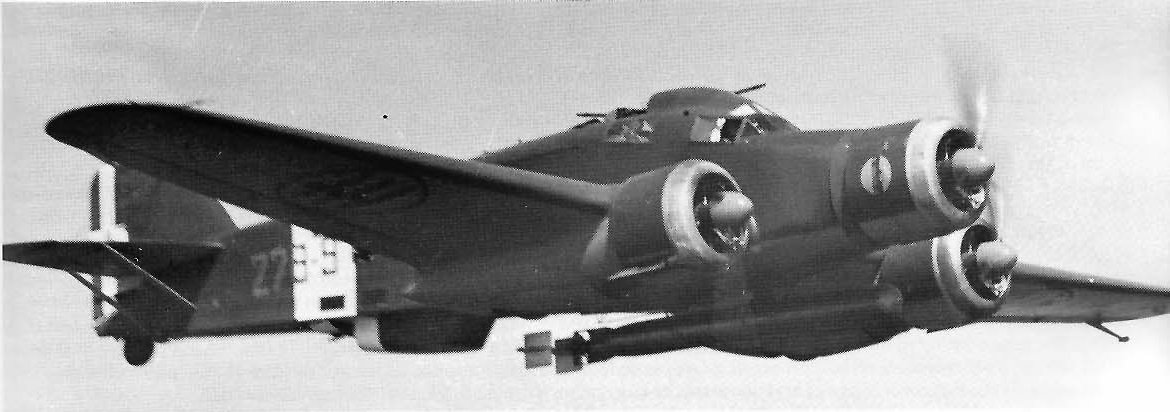
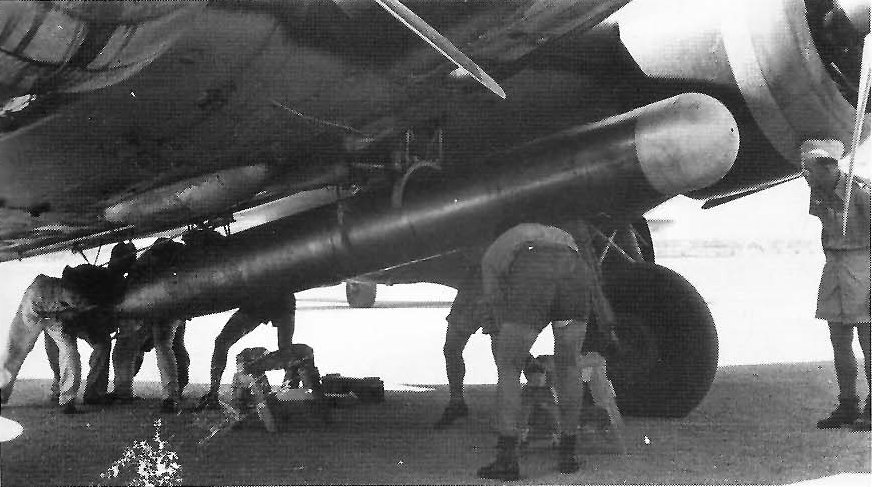
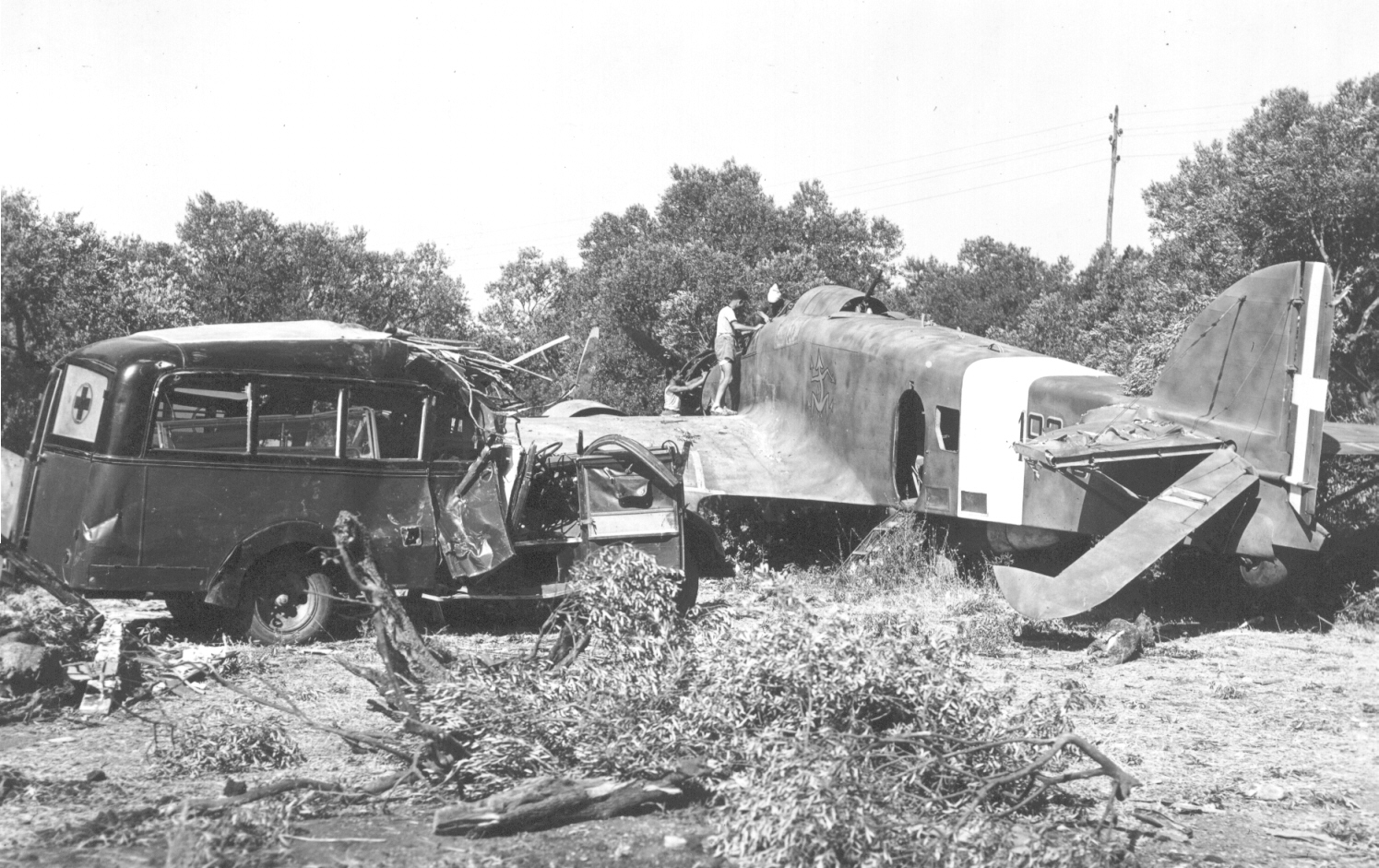
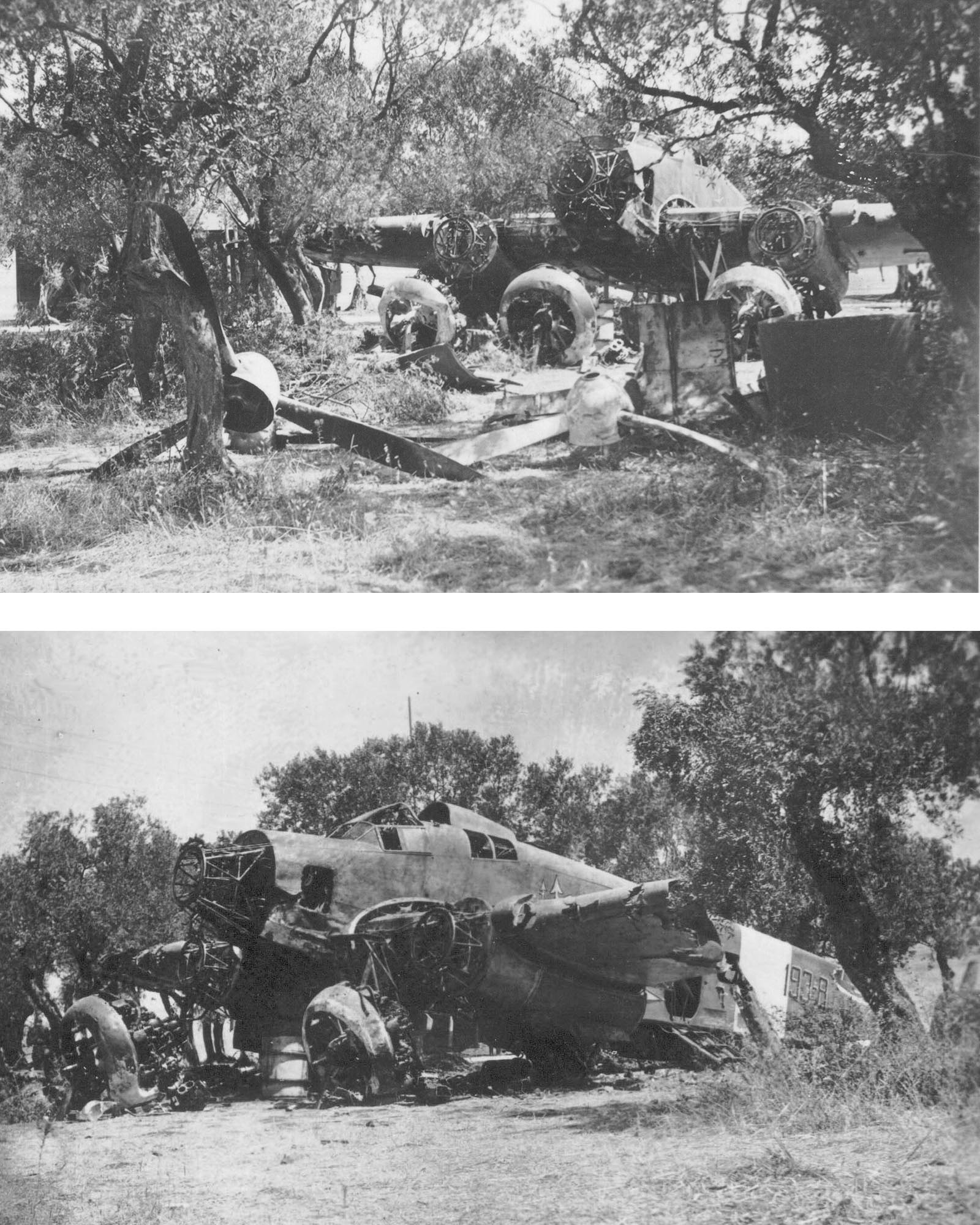
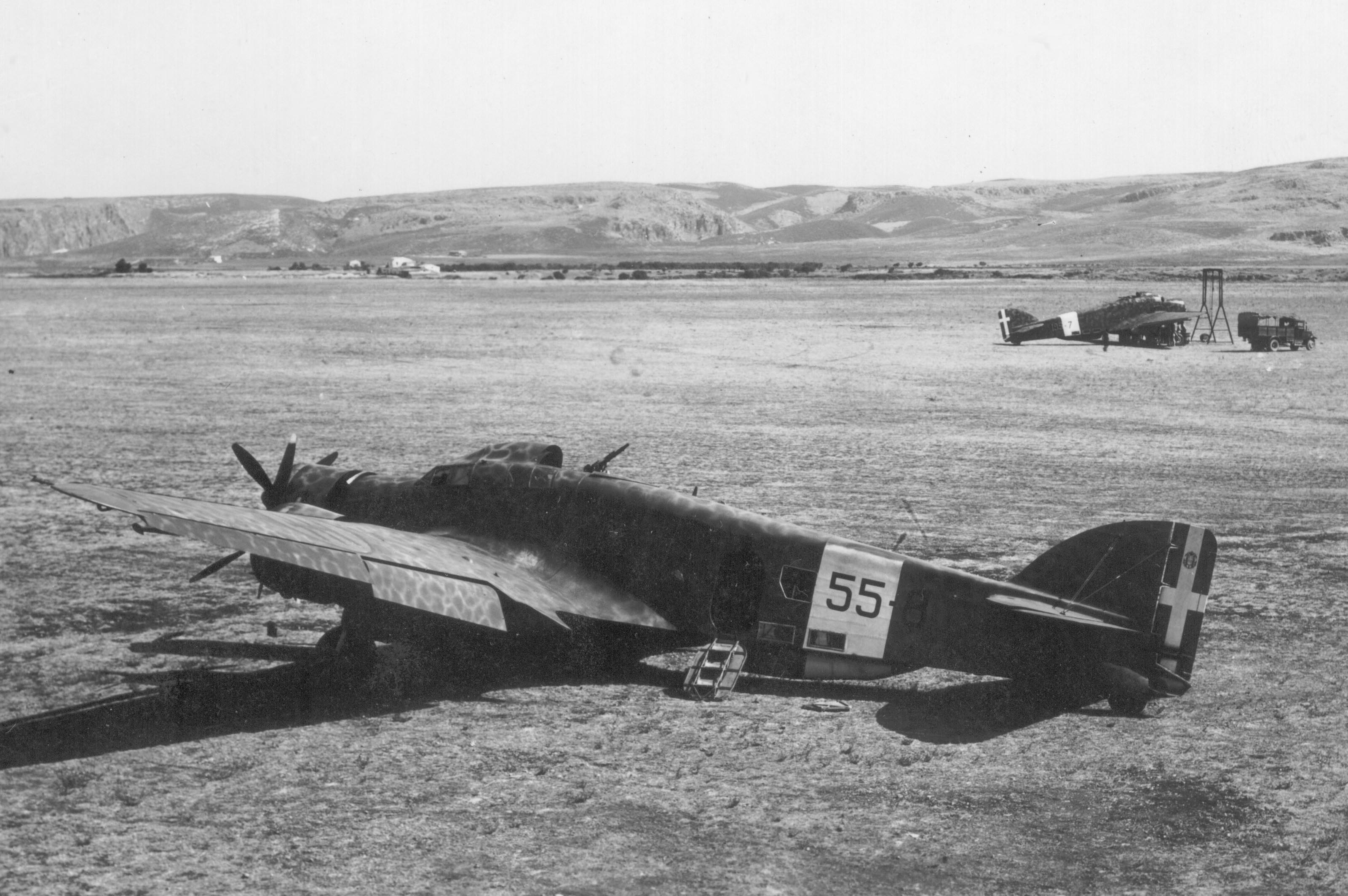